# Mohamed Soumah
Mohamed Soumah (Conakry, 15 marzo 2003) è un calciatore guineano, difensore del Gent e dello Jong Gent.

## Carriera

### Club
Soumah è cresciuto nel settore giovanile del Kaloum Star. Dal 2021 al 2023 ha giocato in Francia in quinta divisione con Ouest Tourangeau ed Avoine OCC e nella stagione 2023-2024 ha giocato in prestito allo Jong Gent.

### Nazionale
Ha giocato nella nazionale guineana Under-23.
Nel 2024 è stato convocato dalla nazionale olimpica guineana per partecipare ai Giochi della XXXIII Olimpiade.

## Statistiche

### Presenze e reti nei club
Statistiche aggiornate al 24 luglio 2024.
| Stagione        | Squadra          | Campionato      | Campionato | Campionato | Coppe nazionali | Coppe nazionali | Coppe nazionali | Coppe continentali | Coppe continentali | Coppe continentali | Altre coppe | Altre coppe | Altre coppe | Totale | Totale | Totale |
| Stagione        | Squadra          | Comp            | Pres       | Reti       | Comp            | Pres            | Reti            | Comp               | Pres               | Reti               | Comp        | Pres        | Reti        | Pres   | Reti   |        |
| --------------- | ---------------- | --------------- | ---------- | ---------- | --------------- | --------------- | --------------- | ------------------ | ------------------ | ------------------ | ----------- | ----------- | ----------- | ------ | ------ | ------ |
| 2021-2022       | Ouest Tourangeau | N3              | 1          | 1          | CF              | 0               | 0               |                    | -                  | -                  |             | -           | -           | 1      | 1      |        |
| 2022-2023       | Avoine OCC       | N3              | 9          | 0          | CF              | 0               | 0               |                    | -                  | -                  |             | -           | -           | 9      | 0      |        |
| 2023-2024       | Jong Gent        | D3              | 24         | 1          |                 | -               | -               |                    | -                  | -                  |             | -           | -           | 24     | 1      |        |
| Totale carriera | Totale carriera  | Totale carriera | 34         | 2          |                 | 0               | 0               |                    | -                  | -                  |             | -           | -           | 34     | 2      |        |